# マドリード条約 (1670年)

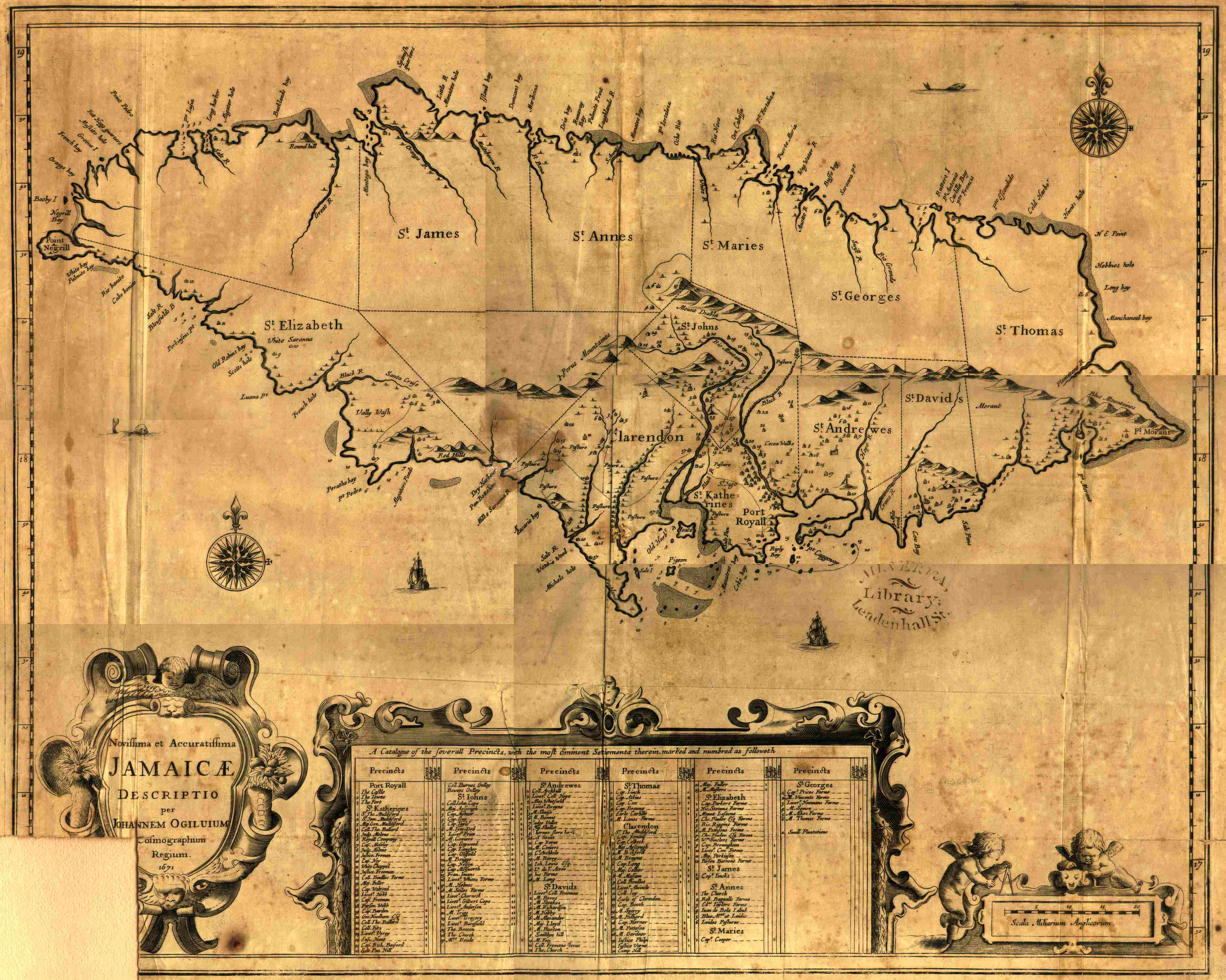
ジャマイカ植民地の地図、1671年。

マドリード条約（マドリードじょうやく、英語: Treaty of Madrid、スペイン語: Tratado de Madrid）、またはゴドルフィン条約（ゴドルフィンじょうやく、英: Godolphin Treaty）は1670年7月にイングランド王国とスペイン王国の間で締結された「アメリカでの全ての紛争を解決するため」の条約。
条約によりカリブ海で1654年に勃発した英西戦争が終結したが、イングランドが征服したジャマイカを保持することができたためイングランドに有利な講和だった。

## 背景
英西戦争は1654年末に勃発しており、ヨーロッパの戦役は（フランス・スペイン間の戦争も終結させた）ピレネー条約と1660年のチャールズ2世によるイングランド王政復古で終息したが、英西間の講和条約が締結されることはなかった。カリブ海での戦闘は1655年にイングランドがイスパニョーラ島占領を試みて失敗したことで始まり、その直後にはジャマイカ占領に成功したが、以降も戦闘は終息しなかった。そのため、カリブ海では戦争状態が続き、ジャマイカ総督トマス・モディフォードの命令によりクリストファー・ミングス、ヘンリー・モーガンらバッカニア率いる私掠船によるスパニッシュ・メインへの襲撃がなされた。モディフォードの行動の理由は、スペインが条約でイングランドによるジャマイカとケイマン諸島の領有を承認しなければジャマイカの安全を確保できないことだった。1667年のマドリード条約は英西間で取り決められ、貿易についてはイングランド有利だったものの米州やカリブ海植民地の領有権については触れられなかった。そのため、私掠船による襲撃は続き、1667年以降の2年間にはモーガンがポルトベロとマラカイボを攻撃、略奪した。
1669年、スペイン摂政マリアナ・デ・アウストリアは反撃としてカリブ海のイングランド船への攻撃を命じ、イングランド王チャールズ2世もモディフォードにスペイン船に対する公式の私掠免許を発給するよう命じた。モディフォードはそれに応じて再びモーガンにスパニッシュ・メインに攻撃するよう依頼した。この時期のスペインは長年の戦争と政争により政治、経済、軍事において弱体化しており、チャールズ2世はそれをスペインとの条約交渉を行う好機であるとみた。スペインが優勢を取り戻すにはジャマイカを再占領するか、フランス王国やネーデルラント連邦共和国（オランダ）を味方に引き入れてイングランドに戦争を起こすしかなかった。

## 条約締結の経緯と条約の内容

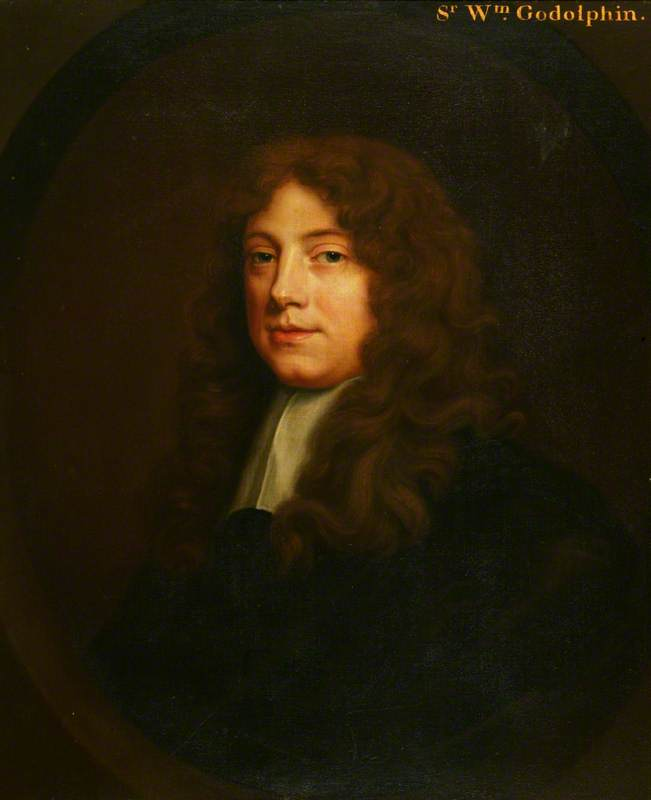
ウィリアム・ゴドルフィン、ピーター・レリー作、1660年代。

交渉は1669年秋よりスペイン代表の第3代ペニャランダ伯爵ガスパール・デ・ブラカモンテとイングランド代表のスペイン駐在特命公使ウィリアム・ゴドルフィンの間で行われた。
条約の原文はラテン語で英語の題名はA treaty for the composing of differences, restraining of depredations, and establishing of peace in America, between the crowns of Great Britain and Spain, concluded at Madrid the 8/18 day of July, in the year of our Lord 1670.（「紛争の解消、略奪行為の自粛、およびアメリカにおける平和の確立のために、グレートブリテンとスペイン両王の間、マドリードにて1670年7月8/18日に締結された条約」）である。
スペインはイングランドが西半球で定住した領土を維持することを確認したが、条約ではイングランド人が定住した地域を定義しなかった。条約が締結した後、イングランドはジャマイカとケイマン諸島を正式に領有した。
条約により、スペインは全ての復仇免許状を無効にし、イングランドとスペインの港では英西2国の遭難船への救援と修理の許可を与えるとした。イングランドはカリブ海における海賊行為を取り締まり、その代償としてスペインはイングランド船の自由航行を許可した。2国とも相手国のカリブ海領土における貿易を自粛し、自国領でのみ貿易を行うとした。
その後、条約は9月28日に批准された。

## 影響
スペインおよびその植民地において、マドリード条約は屈辱的な降伏としてひどく嫌われた。スペインが軍事、経済、政治的に弱体であったため、その主張をほとんど通せず、それがイングランドに利用された結果である。中でもスペイン商人が条約を受け入れたくなかったため、スペイン政府は不満を和らげるべく税金に関する特別王令を発した。一方、それまでの条約ではスペインが常にカリブ海と米州におけるイングランド植民地の領有権を主張したため、イングランドによる領有の承認はスペインから引き出した大きな譲歩であり、条約がイングランドに極めて有利といわれる所以となった。イングランドは実質的にはスペインのカリブ海西部における覇権を破ることに成功、それ以降はジャマイカを基地として中央アメリカのカリブ海岸にある、ユカタン（現メキシコ南東部）から現ニカラグアにいたるイングランドの集落を支援した。これらの集落では木材伐採が行われており、スペインはそれを例外として見逃したが正式な承認はせず、また多くの元私掠船員が木材伐採業に転職したため伐採場の数が上昇した。
マドリード条約では国境が定められたおらず、第7条で実際領有の原則（実際に集落が建設されて人が住んでいるなどの場合の領有権を認める）が定められたのみであり、北アメリカでは「イングランドのチャールストンまでの領有を合法化し」、スペイン側では「北緯32度30分のサンタ・エレナ湾」までの領有が認められた。そのため、スペイン領フロリダの住民は抗議したにもかかわらず新しく建設されたチャールストン植民地を受け入れなければならなかったことに仰天した。
海賊行為は鎮圧されたものの、イングランド船は今度はカリブ海を闊歩することができた。イングランドはそれまでもスペインとの交渉でそれを要求していたが、1655年にスペインによって拒否されたことが英西戦争勃発の理由となっていた。スペインはそれまで西インドにおける全てのイングランド人が侵入者か海賊であるとの立場を放棄する形となった。
しかし、条約締結の報せがカリブ海に届く頃にはすでに時が遅く、モーガンは1671年1月28日にパナマ・ビエホへの襲撃を起こしてしまった。スペインは激怒、イングランドもモーガンとモディフォードがマドリード条約を実質的に違反したとわかっていたため、モディフォードとモーガンを召還、逮捕して関係改善を図った。しかし、2人とも起訴されずに釈放され、モーガンにいたっては1674年にナイトに叙された上にジャマイカ総督に任命された。
その後、スペインとイングランドは1702年にスペイン継承戦争で再び戦うまで平和を保った。